# Élection présidentielle autrichienne de 1963
 (mars 2025).
Si vous disposez d'ouvrages ou d'articles de référence ou si vous connaissez des sites web de qualité traitant du thème abordé ici, merci de compléter l'article en donnant les références utiles à sa vérifiabilité et en les liant à la section « Notes et références ».
L’élection présidentielle autrichienne de 1963 (Bundespräsidentenwahl in Österreich 1963) se sont tenues en Autriche le 28 avril 1963, en vue d'élire le président fédéral pour un mandat de six ans. Le social-démocrate Adolf Schärf a été réélu au 1er tour avec plus de 55 % des suffrages face à Julius Raab.

## Résultats[1]
| Inscrits                 | Inscrits                 | Inscrits                          | 4 869 603 |             |  |  |
| Abstentions              | Abstentions              | Abstentions                       | 214 946   | 4,41 %      |  |  |
| Votants                  | Votants                  | Votants                           | 4 654 657 | 95,59 %     |  |  |
|                          |                          |                                   |           |             |  |  |
| Bulletins enregistrés    | Bulletins enregistrés    | Bulletins enregistrés             | 4 654 657 |             |  |  |
| Bulletins blancs ou nuls | Bulletins blancs ou nuls | Bulletins blancs ou nuls          | 190 537   | 4,09 %      |  |  |
| Suffrages exprimés       | Suffrages exprimés       | Suffrages exprimés                | 4 464 120 | 95,91 %     |  |  |
|                          |                          |                                   |           |             |  |  |
|                          | Candidat                 | Parti                             | Suffrages | Pourcentage |  |  |
|                          | Adolf Schärf             | Parti social-démocrate d'Autriche | 2 473 349 | 55,41 %     |  |  |
|                          | Julius Raab              | Parti populaire autrichien        | 1 814 125 | 40,64 %     |  |  |
|                          | Josef Kimmel             | Indépendant                       | 176 646   | 3,96 %      |  |  |